# Chaetodipus nelsoni
Chaetodipus nelsoni är en däggdjursart som först beskrevs av Clinton Hart Merriam 1894.  Chaetodipus nelsoni ingår i släktet Chaetodipus och familjen påsmöss. IUCN kategoriserar arten globalt som livskraftig. Inga underarter finns listade i Catalogue of Life. Wilson & Reeder (2005) skiljer mellan två underarter.
Artepitet i det vetenskapliga namnet hedrar den amerikanska naturforskaren Edward William Nelson.

## Utseende
Honor är med en genomsnittlig kroppslängd (huvud och bål) av 78,5 mm och en svanslängd av cirka 98,5 mm mindre än hannar. Hannar blir omkring 81 mm långa (huvud och bål) och har en cirka 98,5 mm lång svans. Vikten ligger mellan 12 och 18 g och varierar beroende på utbredning. Chaetodipus nelsoni har ungefär 21 mm långa bakfötter och cirka 8 mm långa öron. Den grova pälsen har en brun grundfärg på ovansidan och undersidan är vit. Dessutom finns hos vuxna exemplar flera taggar inblandade i bakkroppens päls. De för familjen typiska kindpåsar förekommer även hos denna art. Svansens främre del är glest täckt av hår och den nakna bakre delen används som gripverktyg. Chaetodipus nelsoni har i varje käkhalva en framtand, ingen hörntand, en premolar och tre molarer.

## Utbredning
Denna gnagare förekommer i södra USA (New Mexico, Texas) och vidare till centrala Mexiko. Habitatet utgörs av klippiga öknar och halvöknar med buskar, gräs och några andra växter som kaktusar.

## Ekologi
Individerna håller ingen vinterdvala och de äter frön. Honor kan ha flera kullar mellan februari och juli. Dräktigheten varar cirka en månad och sedan föds 2 till 4 ungar. Redan fyra veckor senare blir ungarna självständiga. Bara 14 procent av alla individer överlever till nästa vår.
Förutom från äter arten andra växtdelar och ibland insekter. Den gräver underjordiska bon som kan ha flera tunnlar och ett centralt rum. Boet fodras med gräs och andra mjuka växtdelar. Antagligen lämnar gnagaren sin avföring utanför boet. Individerna är främst aktiva under kvällen och under natten. Chaetodipus nelsoni jagas bland annat av ugglor och skallerormar.